# Bangetayu Wetan
Bangetayu Wetan is een bestuurslaag in het regentschap Semarang van de provincie Midden-Java, Indonesië. Bangetayu Wetan telt 10.028 inwoners (volkstelling 2010).